# Mühlanger
Mühlanger – dzielnica miasta Zahna-Elster w Niemczech, w kraju związkowym Saksonia-Anhalt w powiecie Wittenberga. Gmina do 31 grudnia 2010. Od 1 stycznia 2011 do 29 maja 2013 dzielnica miasta Zahna-Elster. Dzień później ponownie stała się gminą i była nią do 31 grudnia 2013.

## Historia
Gmina powstała w 1939 z połączenia miejscowości Prühlitz i Hohndorf. Miejscowość jako gmina istniała do 31 grudnia 2010. 1 stycznia 2011 została połączona z miastem Zahna i gminami Dietrichsdorf, Elster (Elbe), Gadegast, Leetza, Listerfehrda, Zemnick i Zörnigall do miasta Zahna-Elster. Dnia 29 maja 2013 zgodnie z wyrokiem sądu landu Saksonia-Anhalt, ówczesna dzielnica miasta stała się ponownie samodzielną gminą.
1 stycznia 2014 ponownie włączona do Zahan-Elster.